# マルティン・シルバ
マルティン・アンドレス・シルバ・レイテス（Martín Andrés Silva Leites, 1983年3月25日 - ）は、ウルグアイ・モンテビデオ出身のサッカー選手。ポジションはゴールキーパー。元ウルグアイ代表。
シルバをシウバと表記することもある。

## 経歴
2009年8月12日に行われた対アルジェリア代表戦にて代表初キャップを記録した。代表キャップは僅かひとつながらも、2010 FIFAワールドカップ本大会出場メンバーに選出された。ヨルダンとの2014 FIFAワールドカップ・大陸間プレーオフでは、負傷したフェルナンド・ムスレラの代役として2試合とも先発出場した。シルバは両試合でクリーンシートを記録し、ウルグアイの本大会出場に貢献した。

## 代表歴

### 出場大会
- ウルグアイ代表
  - 2010 FIFAワールドカップ
  - 2014 FIFAワールドカップ
  - 2018 FIFAワールドカップ

### 試合数
- 国際Aマッチ 11試合 0得点（2009年-2017年）[1]

| ウルグアイ代表 | 国際Aマッチ | 国際Aマッチ |
| 年             | 出場        | 得点        |
| -------------- | ----------- | ----------- |
| 2009           | 1           | 0           |
| 2010           | 0           | 0           |
| 2011           | 0           | 0           |
| 2012           | 0           | 0           |
| 2013           | 3           | 0           |
| 2014           | 2           | 0           |
| 2015           | 1           | 0           |
| 2016           | 1           | 0           |
| 2017           | 3           | 0           |
| 通算           | 11          | 0           |

## タイトル

### クラブ
デフェンソール・スポルティング
- プリメーラ・ディビシオン : 2007-08

### 代表
ウルグアイ代表
- コパ・アメリカ : 2011

### 個人
- 南米ベストイレブン : 2013